# Koçyatağı, Varto
Koçyatağı là một xã thuộc huyện Varto, tỉnh Muş, Thổ Nhĩ Kỳ. Dân số thời điểm năm 2011 là 50 người.